# 竹枪事件
竹枪事件，是指第二次世界大战中的1944年（昭和19年）2月23日日本《每日新闻》第一版刊登的战局解说报道引发的言论镇压事件。
《每日新闻》的這篇報道是由每日新聞社政经部和黑潮会（海军省記者俱樂部）的首席记者新名丈夫執筆（标题由山本光春草擬）。海军省支持這篇報道，但当时的陸軍大臣兼內閣總理大臣東條英機却很生气，《每日新闻》甚至被大本营報道部長松村秀逸下令禁止出版。此后不久，37岁的新名丈夫被传唤到国会出庭。